# Atlantis The Palm, Dubai
Atlantis The Palm, Dubai là một khu nghỉ mát, khách sạn sang trọng nằm ở rìa của Palm Jumeirah ở Dubai, Các Tiểu vương quốc Ả Rập Thống nhất. Đây là khu nghỉ mát đầu tiên được xây dựng trên đảo và theo chủ đề huyền thoại Atlantis nhưng bao gồm các yếu tố Ả Rập khác nhau. Khu nghỉ mát khai trương vào ngày 24 tháng 9 năm 2008 dưới hình thức liên doanh giữa Kerzner International Holdings Limited và Istithmar.

## Khách sạn
Khu nghỉ mát theo chủ đề gồm 1.539 phòng, có 2 tòa, bao gồm tháp Đông và tháp Tây, được liên kết với nhau bởi Royal Bridge Suite. Nó được bổ sung bằng công viên nước Aquaventure và bãi biển Nasimi, nơi thường xuyên tổ chức các buổi hòa nhạc và các sự kiện khác.

## Phát triển
Atlantis The Palm, khai trương vào ngày 24 tháng 9 năm 2008 dưới hình thức liên doanh giữa Kerzner International Holdings Limited và Istithmar. Vào tháng 4 năm 2012, Istithmar đã mua 50% cổ phần của Kerzner với giá 250 triệu USD. Khách sạn tiếp tục được quản lý bởi Kerzner International Resort. Kiến trúc sư là công ty thiết kế Wimberly, Allison, Tong và Goo (WATG) một công ty quốc tế chuyên về khách sạn sang trọng. Nhà thầu chính của dự án đã được trao cho Laing O'Rourke, một công ty xây dựng đa quốc gia có trụ sở tại Vương quốc Anh. Laing O'Rourke chịu trách nhiệm thiết kế và xây dựng các giai đoạn của khách sạn 23 tầng và công viên nước.

## Mở cửa đón khách
Sau khi việc xây dựng khách sạn được thực hiện bởi Laing O'Rourke, nó đã được chính thức khai trương vào ngày 24 tháng 9 năm 2008.
Là một phần của buổi khai mạc, một màn trình diễn ánh sáng của những hình ảnh chuyển động được chiếu sáng lên khách sạn. 100.000 pháo hoa, gấp khoảng bảy lần số pháo được sử dụng cho lễ khai mạc Thế vận hội Bắc Kinh 2008, đã được bắn trong 15 phút.
Người tạo ra màn hình Fireworks của Grucci và tuyên bố màn hình đã lập kỷ lục thế giới mới, nhưng người quản lý kỷ lục Guinness World Records vẫn chưa công bố chính thức.

## Tranh cãi về cá heo
Vào tháng 10 năm 2007, khách sạn đã nhận được một lô hàng 28 con cá heo mũi chai từ Quần đảo Solomon, được sử dụng như một phần của triển lãm cá cảnh của họ, được gọi là vịnh Cá heo. Động thái này đã được một số nhóm môi trường giải quyết, đặc biệt là việc xuất khẩu cá heo trước đó đã bị chính quyền Quần đảo Solomon cấm (sau một chuyến hàng gây tranh cãi tương tự tới Mexico). Các nhà quản lý khách sạn đã nói rằng mặc dù cá heo đang được huấn luyện để tương tác với du khách, chúng sẽ không xuất hiện trong bất kỳ loại chương trình biểu diễn nào như xiếc. Họ cũng đã tuyên bố rằng sức khỏe của cá heo là rất quan trọng và vì đây không phải là một loài có nguy cơ tuyệt chủng nên lô hàng của chúng không gây ra vấn đề gì. Thỏa thuận được thực hiện với sự chấp thuận của chính phủ Các Tiểu vương quốc Ả Rập Thống nhất và Đảo Solomon, thông qua công ty Trung tâm Giáo dục Động vật có vú Quần đảo Solomon và Công ty TNHH Xuất khẩu. Số tiền trả cho cá heo chưa được tiết lộ.

## Trong văn hóa
- Một nhiệm vụ trong chặng thứ sáu của Cuộc đua kỳ thú 15 đã diễn ra tại công viên nước của nó. 14 thành viên trong nhóm đã phải trượt xuống cầu trượt nước Leap of Faith của khu nghỉ mát cao 90 m xuống một góc nghiêng 84° và qua một đường hầm bên dưới đầm cá mập của hồ cá. Sau khi lấy được manh mối ở đáy bể thoát, các đội phải tìm kiếm công viên nước cho Bãi biển vịnh Cá heo nằm gần một đầm phá, đó là điểm dừng chân thứ sáu trong cuộc đua. Tuy nhiên, chỉ có 13 thành viên trong nhóm trượt xuống, vì một trong những thành viên của đội, Mika sợ độ cao và nước và cô cùng Canaan đã bị loại. Công viên nước đã được ghé thăm một lần nữa vào chặng thứ tám của Cuộc đua kỳ thú 28. Các đội được yêu cầu giải một câu đố tại một bể cá cho Roadblock. Sau đó, họ phải trượt xuống cầu trượt nước Revenge của Poseidon.
- Năm 2009, một tập của Nhân tố bí ẩn đã được quay một phần tại khách sạn với Dannii Minogue sử dụng nó để chọn thí sinh nữ nào tham gia cùng cô trong các chương trình trực tiếp.
- Trong trò chơi điện tử Ace Combat: Assault Horizon, nhiệm vụ 7 diễn ra ở Dubai, trong đó người ta có thể bay qua cổng khách sạn để có được thành tích. Thành tích này sẽ mang lại 10 điểm Gamer cho người chơi trên Xbox 360 và một chiếc cúp đồng trên PlayStation 3.
- Bộ phim Bollywood Happy New Year do Farah Khan đạo diễn với Shah Rukh Khan đã được quay gần như hoàn toàn tại Palm. Bộ phim cũng có sự tham gia của Abhishek Bachchan, Deepika Padukone, Boman Irani, Sonu Sood, và Vivaan Shah và được phát hành vào ngày 24 tháng 10 năm 2014.
- Năm 2016, ba phần 3 của "Những bà nội trợ thực sự của Melbourne" đã lấy cảnh tại Palm Atlantis với chuyến thăm ở tập 10 đến cầu Royal Suite.
- Vào năm 2015, The Real Housewives of Beverly Hills ở tại Palm Atlantis.
- Vào năm 2017, Kim Kardashian West đã đến thăm Royal Bridge Suite, một phần của Chương trình truyền hình của cô: "Keeping up with the Kardashians". Khu này có mức giá trung bình 23.000 đô la một đêm.[12]

## Hình ảnh

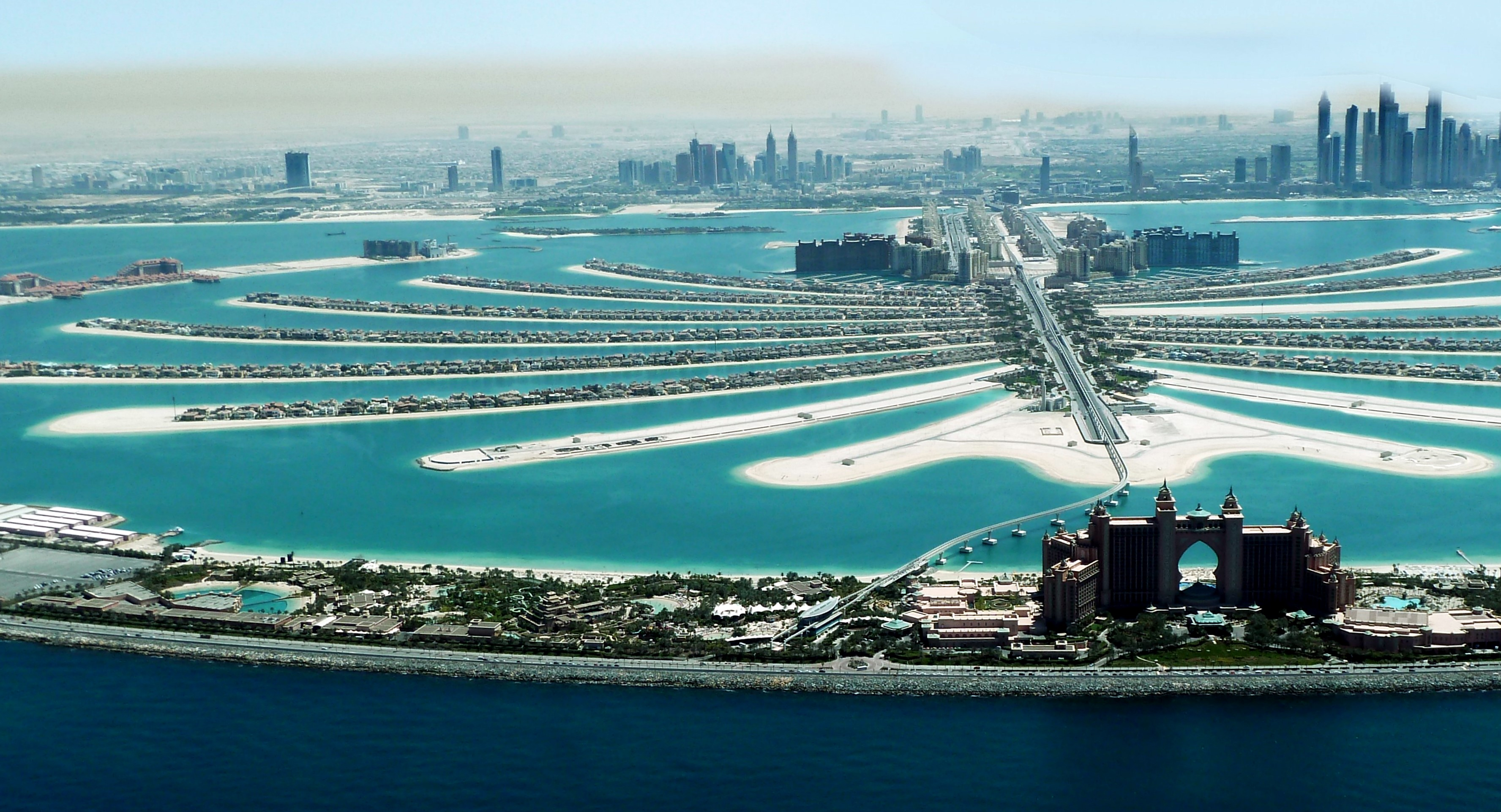
Khung cảnh trên không Atlantis The Palm
Trần bên trong AtlantisTrần bên trong Atlantis
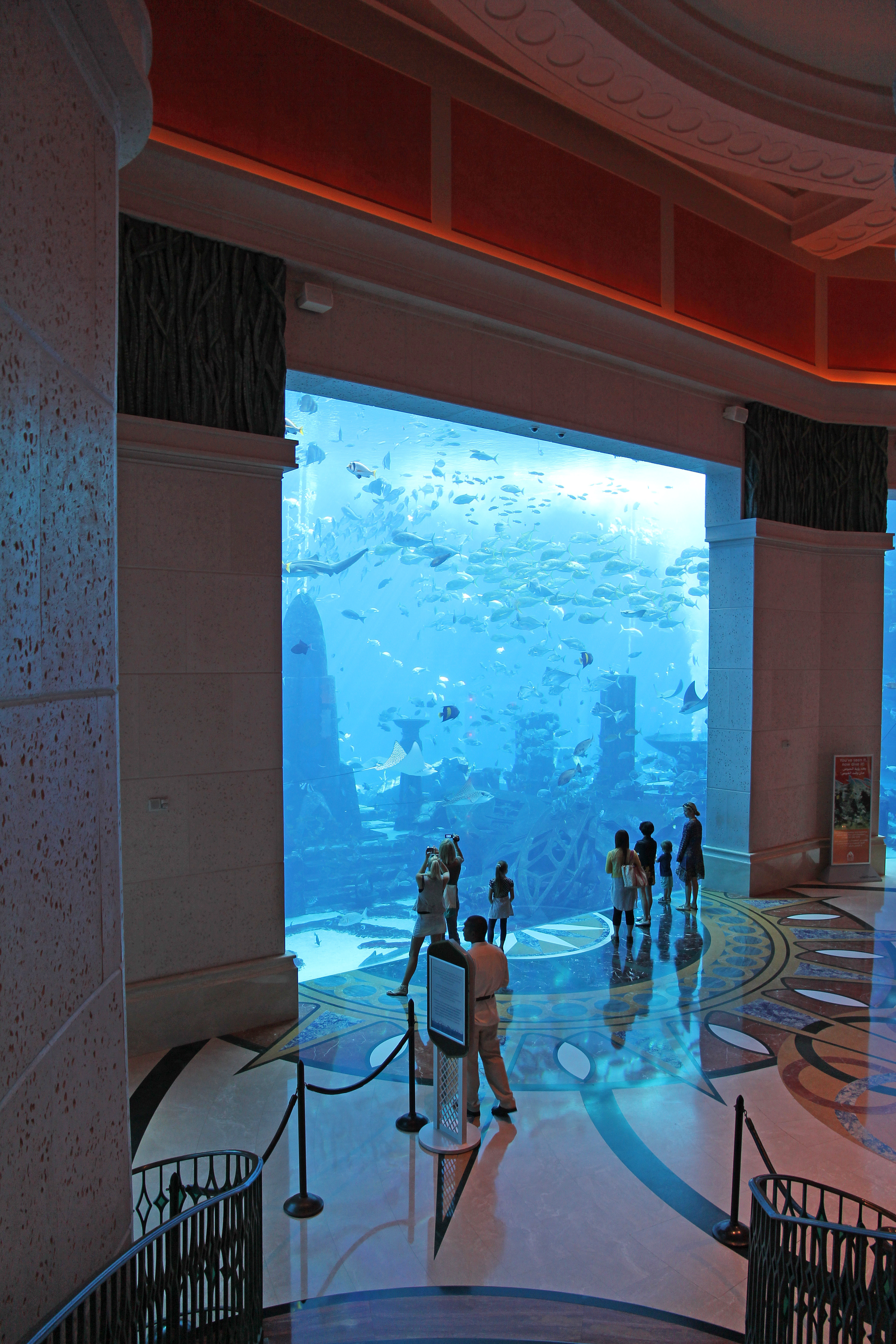
Thủy cung khách sạn